# Зацепин, Иван Яковлевич (священник)
Иван Яковлевич Зацепин (1775—1854) — воронежский кафедральный протоиерей, профессор философии.

### Биография
Родился в 1775 году в селе Шмаровка Тамбовской провинции (ныне Мордовский район Тамбовской области) в семье священника.
В 1797 году окончил Воронежскую духовную семинарию, где входил в литературный кружок будущего митрополита Евгения (Болховитинова). В 1802 году был определён учителем риторики семинарии, а в следующем году — учителем философии и высшего красноречия. 1 сентября 1807 года был определён учителем богословия и назначен префектом семинарии. Но вскоре уехал учиться в Императорский Харьковский университет. Однако духовное начальство запретило ему посещать лекции, почтя это неприличным духовному лицу, и он вынужден был заниматься на снятой в отдалённой части города, квартире, приглашая туда преподавателей.
В 1811 году вернулся в Воронеж и 21 марта 1812 года был определён на должность протоиерея Благовещенского кафедрального собора. В 1817 году назначен профессором философии в преобразованной Воронежской духовной семинарии, с 12 октября того же года Иоанн Зацепин был назначен смотрителем Воронежских духовных училищ. 20 ноября 1821 года утверждён в должности инспектора семинарии; 29 декабря 1821 года награждён золотым наперсным крестом. Один из современников рассказывал, что ему было около 50 лет, когда в Харьковский университет с лекциями приехал немецкий философ Шад и «почтенному протоиерею очень хотелось выслушать курс у Шада, и он стал просить годовой отпуск с этой целию. Начальство сочло это желание излишним, но протоиерей-философ не уступал и наконец достиг своей цели, отправился в Харьков и выслушал курс философии у Шада».
Умер в 1854 году в деревне вблизи г. Землянска.

### Награды
- наперсный крест «В память отечественной войны 1812 года» (1818)
- золотой  наперстный крест (1821)
- Орден Св. Анны 3-й степени (1827).